# Дворец культуры и техники УЗЭМИК
Дворец культуры и техники УЗЭМИК (Дворец культуры завода резинотехнических изделий; ранее — Уфимского завода эластомерных материалов, изделий и конструкций; разг. — «РТИ») — сохранившийся дворец культуры на проспекте Октября, возле сквера и универмага «Уфа», города Уфы. Ныне в здании размещается Уфимская детская филармония.
Памятник архитектуры и градостроительства второй половины XX века, объект культурного наследия регионального значения. Награждён бронзовой медалью ВДНХ СССР.
Возле Дворца культуры и техники в сквере находится заброшенный и недействующий фонтан со скульптурой «Русалка».

## Описание
Имеет зрительный зал на 800 мест и киноаппаратную, два лекционных зала — на 100 и 50, дискозал — на 100, четыре хореографических, спортивный и выставочный залы, зал и 11 комнат для кружковой работы. Площадь — 3288 м2.

#### Архитектура
Построен в стиле советского модернизма по проекту архитекторов Р. И. Кирайдта и Воликовой института «Башкиргражданпроект».
На главном фасаде здания размещено первое мозаичное панно в городе Уфе автора П. А. Храмова, выполненное из маленьких цветных керамических плиточек «ирисок». Панно приурочено к 50-летию образования СССР. Фактически, работа художника является иллюстрацией к его роману «Инок», как и остальные его панно в городе.
В интерьерах использованы мозаика и гипсовые рельефы коллектива авторов П. А. Храмова, Н. А. Русских, А. Т. Платонова, Л. Я. Круля.

## История
Строительство начато в 1967. Открыт 1970. 3 октября 1972 сдан в эксплуатацию. Строительство велось СМУ № 4 треста «Башнефтезаводстрой».
Первоначально, здание предназначалось областному совету профсоюзов. Но рабочие Уфимского завода резинотехнических изделий обратились, через Министерство нефтяной, химической и газовой промышленности (которому был подведомственен трест «Башнефтезаводстрой»), во Всесоюзный центральный совет профессиональных союзов с просьбой передать им здание, так как построенный в 1970 Дворец культуры «Юбилейный», строившийся для Уфимского завода РТИ, передан Уфимскому заводу «Гидравлика».
В 1983 стал членом Международной ассоциации культуры, туризма и спорта. В 1987 награждён бронзовой медалью ВДНХ СССР.
В 1990-х передано в доверительное управление ОАО «УЗЭМИК». В конце 1990-х, на месте спортивной площадки Дворца культуры, к зданию почти вплотную построен жилой дом.
В 2013 здание передано Администрации города Уфы, и в нём создана Уфимская детская филармония. В 2014, после проведения капитального ремонта систем отопления, водоснабжения и канализации, и косметического ремонта здания, открылась Уфимская детская филармония. В 2020–2021 проведён капитальный ремонт здания.

## Руководство
- ? — А. А. Вегелин[22][23]